# Kanton Celles-sur-Belle
Der Kanton Celles-sur-Belle ist seit 1790 ein französischer Wahlkreis im Arrondissement Niort im Département Deux-Sèvres in der Region Nouvelle-Aquitaine; sein Hauptort ist Celles-sur-Belle. Vertreter im Generalrat des Départements sind seit 2015 Chantal Brillaud und Jean-Claude Mazin (beide DVG).

## Gemeinden
Der Kanton besteht aus 22 Gemeinden mit insgesamt 22.781 Einwohnern (Stand: 1. Januar 2022) auf einer Gesamtfläche von 550,76 km²:
| Gemeinde                | Einwohner 1. Januar 2022 | Fläche km² | Dichte Einw./km² | Code INSEE | Postleitzahl |
| ----------------------- | ------------------------ | ---------- | ---------------- | ---------- | ------------ |
| Aigondigné              | 4.685                    | 69,87      | 67               | 79185      | 79370        |
| Avon                    | 63                       | 12,54      | 5                | 79023      | 79800        |
| Beaussais-Vitré         | 938                      | 25,62      | 37               | 79030      | 79370        |
| Bougon                  | 170                      | 11,70      | 15               | 79042      | 79800        |
| Celles-sur-Belle        | 3.834                    | 41,37      | 93               | 79061      | 79370        |
| Chenay                  | 456                      | 21,70      | 21               | 79084      | 79120        |
| Chey                    | 547                      | 21,59      | 25               | 79087      | 79120        |
| Exoudun                 | 540                      | 25,95      | 21               | 79115      | 79800        |
| Fressines               | 1.769                    | 9,61       | 184              | 79129      | 79370        |
| La Mothe-Saint-Héray    | 1.662                    | 14,92      | 111              | 79184      | 79800        |
| Lezay                   | 2.013                    | 45,63      | 44               | 79148      | 79120        |
| Messé                   | 211                      | 12,31      | 17               | 79177      | 79120        |
| Pamproux                | 1.685                    | 36,30      | 46               | 79201      | 79800        |
| Prailles-La Couarde     | 936                      | 35,22      | 27               | 79217      | 79370, 79800 |
| Rom                     | 798                      | 52,38      | 15               | 79230      | 79120        |
| Saint-Coutant           | 277                      | 11,94      | 23               | 79243      | 79120        |
| Sainte-Soline           | 345                      | 25,65      | 13               | 79297      | 79120        |
| Salles                  | 323                      | 7,77       | 42               | 79303      | 79800        |
| Sepvret                 | 638                      | 17,01      | 38               | 79313      | 79120        |
| Soudan                  | 424                      | 23,29      | 18               | 79316      | 79800        |
| Vançais                 | 225                      | 16,99      | 13               | 79336      | 79120        |
| Vanzay                  | 242                      | 11,40      | 21               | 79338      | 79120        |
| Kanton Celles-sur-Belle | 22.781                   | 550,76     | 41               | 7903       | –            |

Bis zur landesweiten Neuordnung der französischen Kantone im März 2015 gehörte zum Kanton Celles-sur-Belle die neun Gemeinden Aigonnay, Beaussais-Vitré, Celles-sur-Belle, Fressines, Mougon, Prailles, Sainte-Blandine, Saint-Médard und Thorigné. Sein Zuschnitt entsprach einer Fläche von 165,33 km2. Er besaß vor 2015 einen anderen INSEE-Code als heute, nämlich 7906.

## Veränderungen im Gemeindebestand seit der landesweiten Neuordnung der Kantone
2019:
- Fusion Aigonnay, Mougon-Thorigné und Sainte-Blandine → Aigondigné
- Fusion Celles-sur-Belle und Saint-Médard → Celles-sur-Belle
- Fusion La Couarde und Prailles → Prailles-La Couarde

2017: Fusion Mougon und Thorigné → Mougon-Thorigné